# Hébreux noirs
Pour les articles homonymes, voir Hébreu (homonymie).
Les Hébreux noirs (anglais : Black Hebrews ou Black Hebrew Israelites, i.e. Hébreux noirs israélites), sont un ensemble de groupes afro-américains considérant que les Israélites de l'Ancien Testament étaient en fait des Noirs, et que les Noirs actuels sont leurs descendants. Les communautés juives traditionnelles ne reconnaissent généralement pas ces groupes comme juifs. Les thématiques de l'esclavage, de la délivrance, de l'exode, expliquent cette identification aux anciens Hébreux, et la thématique du peuple élu renforce la fierté noire.
Certains refusent aux Juifs blancs le statut de véritables israélites, quand d'autres l'acceptent. Certains prônent l'émigration vers l'Afrique, d'autres vers la Terre sainte, d'autres encore préfèrent se maintenir aux États-Unis, mais en revendiquant une forte autonomie communautaire. On note aussi des ressemblances non négligeables entre les Hébreux israélites africains et le Mouvement rastafari (apparu dès les années 1920) : croyance selon laquelle les anciens Israélites étaient Noirs, mais aussi insistance des rastas sur l'idée de santé à travers une nourriture végétarienne appuyée sur les mêmes références bibliques que chez les « Hébreux israélites » (Genèse 1:29), couplée avec le refus de toute nourriture non biologique. Le nom que les rastafari donnent à Dieu, Jah, ressemble également fortement au nom donné par les Hébreux israélites africains : Yah.
Les Black Hebrews ne doivent pas être confondus avec les Juifs noirs américains faisant partie des communautés juives traditionnelles, issus de mariages mixtes ou de conversions. La majorité des Juifs noirs appartiennent à des congrégations juives conservatrices ou libérales, mais certains sont orthodoxes. Ils ne doivent pas non plus être confondus avec les Falashas d'Éthiopie, dont la judéité a été reconnue par l'État israélien et qui ont presque tous émigré en Israël dans les années 1980-1990.
Les différentes organisations des « Hébreux noirs » sont elles-mêmes l'expression d'une tendance plus large de certaines communautés afro-américaines, la volonté de créer des religions par et pour les Noirs, parfois inspirées du christianisme (rastafarisme), parfois de l'Islam (Moorish Science Temple of America, Nation of Islam). Globalement, les différents mouvements Black Hebrews participent de l'idéologie du nationalisme noir aux États-Unis, et font même partie des premières organisations à avoir développé cette doctrine vers la fin du XIXe siècle.
Selon l'Alliance of Black Jews, les Juifs noirs et les Hébreux noirs (non reconnus par le judaïsme) seraient environ 200 000 en 1995. Eu égard à la multiplicité des groupes, il est difficile de donner des estimations chiffrées pour les Hébreux noirs, chaque groupe ayant tendance à exagérer son importance. Il est généralement accepté qu'ils compteraient au total quelques dizaines de milliers de membres.

## Historique

### Origines
À l'époque de l'esclavage (XVIIe – XIXe siècle) est apparue au sein des populations noires nord-américaines une forte identification avec les anciens Hébreux de la Bible, maintenus en esclavage en Égypte, vivant en exil loin de leur terre d'origine (le Pays de Canaan), et finalement délivrés par Dieu. La Bible montre ainsi un peuple d'esclaves libérés et devenu le peuple élu de Dieu. Adaptée à la condition des afro-américains, cette vision a permis d'entretenir l'espoir, en insistant à la fois sur la délivrance, la religion et la fierté ethnique.
Chez une petite minorité, qu'on appelle collectivement les Hébreux noirs (Black Hebrews) ou Hébreux noirs israélites (Black Hebrew Israelites), l'identification au sort des anciens Israélites est allée plus loin, et est devenue une identification ethnique exprimée en termes d'ascendance. Les Hébreux noirs considèrent que les Israélites de l'Ancien Testament étaient en fait des noirs, ou au moins que tout ou partie des noirs actuels sont leurs descendants. La thématique du peuple élu renforce la fierté noire. Certains groupes développent une forte hostilité envers les blancs, comme la Nation of Yahweh, d'autres non. Certains contestent aux Juifs blancs le statut de véritables Israélites, quand d'autres l'acceptent. Certains prônent l'émigration vers l'Afrique, d'autres vers la terre sainte, d'autres encore préfèrent se maintenir aux États-Unis, mais en revendiquant une forte autonomie communautaire.

### Les premières communautés

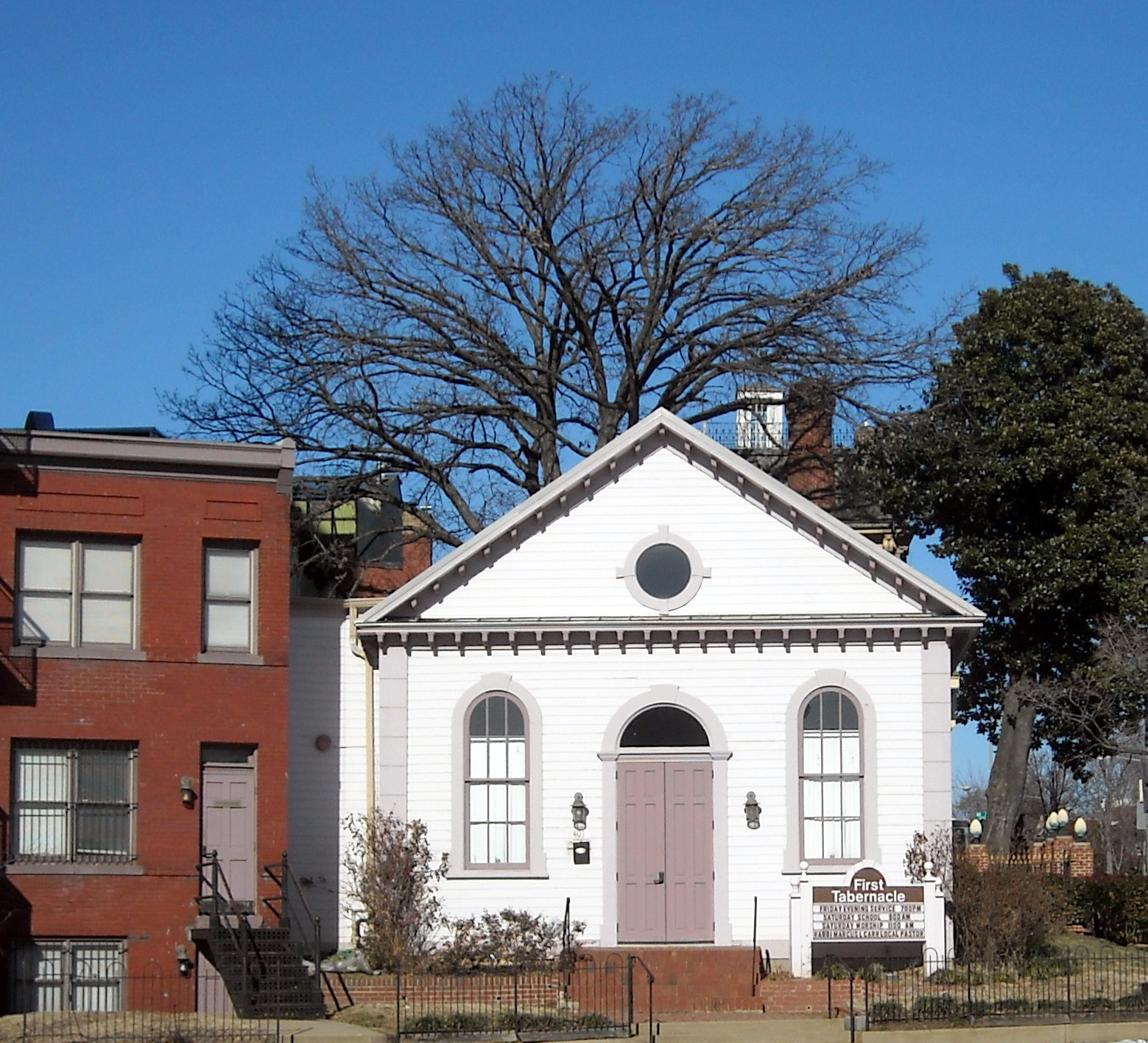
Le « premier tabernacle », un lieu de culte rachetée en 1903 par la Church of God and Saints of Christ.

La première organisation connue est la Church of the Living God, the Pillar Ground of Truth for All Nations, fondée en 1886 à Chattanooga.
D'autres organisations suivront, par exemple la Church of God and Saints of Christ est organisée par William Saunders Crowdy, en 1896. Elle est basée à Belleville, en Virginie. Le Christ auquel il est fait référence dans son nom est en fait le messie attendu pour l'avenir, pas le Christ des chrétiens. Il y aurait 30 à 40 000 membres dans 200 églises.
Le Temple of the Gospel of the Kingdom est fondé en 1900 par Warren Roberson, un prêcheur charismatique. Les membres apprenaient le yiddish et suivaient les pratiques juives traditionnelles. Mais en 1926, Roberson fut inculpé dans une affaire de mœurs avec des femmes de sa communauté. Il plaida coupable, et fut condamné à 18 mois de prison. Son organisation s'effondra et disparut.
En 1915, le « prophète »  F.S. Cherry a établi l'« Église de Dieu » à Philadelphie. Le mouvement semble avoir été influencé à l'origine à la fois par le Temple of the Gospel of the Kingdom et par la Church of God and Saints of Christ. Selon l'organisation, les humains originels étaient noirs, à l'image de Dieu et de Jésus, les blancs étant le produit d'une malédiction. Les juifs blancs étaient donc des imposteurs, les noirs étant les véritables Hébreux. Bien que The church of God ait eu des pratiques assez éloignées de l'orthodoxie juive, elle utilisait le yiddish, l'hébreu et le Talmud, et respectait le Chabbat du samedi. La consommation de porc était interdite, ainsi que les photographies (du fait de la prescription biblique des idoles).
La Beth B'nai Abraham congregation, fut fondée par Arnold Josiah Ford, qui se disait un Juif d'Éthiopie, après son expulsion de l'Universal Negro Improvement Association de Marcus Garvey, en 1923. L'organisation disparut, en proie à une crise financière, et ses membres rallièrent la Holy Church of the Living God. Ford émigra en Éthiopie.

### Commandment Keepers: Holy Church of the Living God
Un des groupes encore en activité de nos jours, Commandment Keepers : Holy Church of the Living God, fut fondé en 1919 par Wentworth Arthur Matthew (en), né à Saint-Christophe. Il fut influencé par Arnold Josiah Ford (en), par l'UNIA de Marcus Garvey, mais aussi par ses contacts avec des juifs blancs. Il aurait été à l'origine un pasteur de la Church of the Living God, the Pillar and Ground of Truth.
Il prit le titre de grand rabbin, et sa communauté de « juifs noirs » affirma ses liens avec les juifs d'Éthiopie, preuve pour Mathew des liens entre juifs et noirs. La communauté pense même qu'elle descend des Falashas d'Éthiopie.
En décembre 1930, Taamrat Emmanuel, le principal leader des juifs d'Éthiopie établit d'ailleurs le contact avec le grand rabbin Matthew, contacts qui seront suivis par le soutien à Haïlé Selassié et par le bref établissement d'une petite colonie de la communauté en Éthiopie, colonie qui prendra fin avec l'invasion italienne du pays en 1936.
Matthew prêchait que la domination des blancs allait finir en l'an 2000, et que les vrais israélites (les noirs) allaient redevenir le groupe dominant. Cette idéologie nationaliste noire n'a pas empêché des contacts relativement bons, quoique jamais très développés, avec certaines communautés juives de New-York.
Parfois appelés les « Éthiopiens de New-York », le groupe est un des plus proches du Judaïsme orthodoxe et existe toujours. Malgré la relative orthodoxie de ses pratiques, l'auto-conversion de ses membres les fait rejeter par le judaïsme officiel.

## Les Black Hebrews et le Black Power
Les années 1960 et la montée du mouvement pour l'égalité des droits fait qu'un certain nombre de militants redécouvrent les pensées des Hébreux noirs. Certaines organisations sont plus radicales que d'autres.

### African Hebrew Israelite Nation of Jerusalem
La African Hebrew Israelite Nation of Jerusalem est actuellement l'organisation la plus connue et son siège est en Israël.

### The House of Judah
Le groupe (« la maison de Juda ») a été fondée en 1965 à Chicago par le « Prophète » William A. Lewis. Le groupe s'est ensuite déplacé en 1985 vers l'Alabama. Il ne compte en 2007 que quelques dizaines de membres. Selon ce groupe, Jérusalem est la terre des Noirs, et serait occupée illégitimement par les Juifs blancs. Ils croient également que Les Hébreux de l'antiquité étaient noirs, et que Dieu enverra son Fils Yssa Yah Kongo pour ramener son peuple (les Noirs américains) à Jérusalem.

### Nation of Yahweh
La Nation of Yahweh est un groupe ultra-nationaliste et raciste, prônant la supériorité raciale des noirs. Il a été créé à la fin des années 1970 près de Miami, en Floride, par Yahweh ben Yahweh (en) (Hulon Mitchell Junior), un ancien membre de Nation of Islam. Les membres du groupe se considèrent comme les « vrais juifs », et les blancs sont qualifiés de « diables blancs », dans une rhétorique similaire à celle de la Nation of Islam des débuts. Tom Metzger, du groupe raciste White Aryan Resistance, les a qualifiés de « notre contrepartie noire ». En 1990, Hulon Mitchell et quinze membres du culte furent accusés d’avoir commis (ordonné dans le cas de Mitchell) des crimes rituels contre les « diables blancs » commis entre avril et octobre 1986, dont la majorité des victimes étaient des SDF ; sept de ces crimes, dont six commis au nom de l’organisation, avaient été reconnus par Robert Rozier, condamné en 1986, qui témoigna contre le mouvement lors du procès ultérieur. Mitchell et sept membres furent condamnés pour conspiration criminelle, le premier à dix-huit ans. Libéré après onze ans, il mourut en 2007

### Israelite Church of God in Jesus Christ
La Israelite Church of God in Jesus Christ a été fondée par Abba Bivens à Harlem, dans les années 1960. Elle est ouverte aux Noirs, Latino-Américains et Indiens, mais en pratique essentiellement aux Noirs, et non aux Blancs. Ceux-ci sont assimilés aux Édomites de l'Ancien Testament, habitants du petit pays Édom et ennemis des Juifs. Le groupe est un des plus puissants.

### Divers groupes
Il existe ou a existé d'autres groupes de petite taille se réclamant des Hébreux de l'Ancien Testament. On peut citer de façon non exhaustive :  The United Hebrew Congregation de Chicago (années 1970), dirigés par Rabbi Naphtali Ben Israel ; the B'nai Zakin Sar Shalom ; the Moorish Zionist Temple ; Rabbi Ishi Kaufman's Gospel of the Kingdom Temple.